# Lucrezia Bianchi
Lucrezia Bianchi (Bologna, ... – ...; fl. XVII secolo) è stata una pittrice italiana attiva nel XVII secolo.

## Biografia
Figlia del pittore Baldassare Bianchi, nacque intorno al 1650 circa. Fu allieva di Francesco Stringa e si perfezionò nella bottega di Elisabetta Sirani. Fiorì nel 1670. Lavorò per la duchessa di Modena per la quale eseguì vari dipinti. Realizzò quadri anche per privati (Luigi Crespi indica «dame romane») e «molti di essi sono state portati in Inghilterra».
Caduta nell'oblio, le sue opere esistenti sono ancora in fase di ricerca.